# Jan Francies Rosseel
Jan Francies Rosseel (Ossenisse, 11 februari 1832 - aldaar, 6 oktober 1913) was landbouwer en van 1880 tot 1910 burgemeester van de voormalige Nederlandse gemeente Ossenisse. Hij trouwde op 12 februari 1859 te Boschkapelle met zijn vaders nicht Anna Maria van Kampen. Hun zoon Alphonsius Jacobus Rosseel volgde hem op als burgemeester van Ossenisse.